# Kossuth Sándor (alezredes)
Udvardi és kossuthi Kossuth Sándor (Pest, 1816. február 2. – Pest, 1855. november 23.) honvéd alezredes.

## Élete
Szülei Kossuth István tápióbicskei földbirtokos és Perlaky Judit. Evangélikus családból származott.
1831-1846 között az 5. tüzérezredben, a bombászkarnál és a 12. huszárezredben szolgált. A szabadságharc kitörésekor nyugalmazott főhadnagyként élt birtokán. 1848. május 10-én kérte alkalmazását az alakuló honvédzászlóaljaknál.
1848. június 13-án századossá nevezték ki az 1. (pesti) honvédzászlóaljhoz. Szeptember-október folyamán a drávai (később fel-dunai) sereg kötelékében részt vett a Jellačić elleni harcokban. December 18-tól őrnagy, alakulatának parancsnoka. 1849. január 5-től dandárnok a feldunai (VII.) hadtestben. Végig küzdötte a téli és a tavaszi hadjáratot is. Április 2-tól (január 5.) alezredes és hadosztályparancsnok. Április 30-án a hadügyminisztériumhoz osztották be, de júniustól ismét a VII. hadtest egyik gyalogos hadosztályának parancsnoka volt. A június 28-i győri ütközetben lősebet kapott, s a szabadságharc végéig Makón ápolták.
1849. november 24-én Aradon golyó általi halálra ítélték, amit december 5-én tizenhat év várfogságra változtattak. Olmützben raboskodott, amikor 1851. február 28-án kap kegyelmet. Pestre internálták. Haláláig nőtlen maradt.